# Rhytidoponera arborea
Rhytidoponera arborea é uma espécie de formiga do gênero Rhytidoponera.